# Thomas W. Jacobsen
Thomas W. Jacobsen (Mankato, 18 maart 1935 - St. Louis, 15 januari 2017) was een Amerikaanse archeoloog en jazz-auteur. 
Jacobsen studeerde onder andere politieke wetenschap (BA) en haalde zijn Ph.D. in klassieke archeologie aan de University of Pennsylvania. Zijn specialisatie was prehistorische archeologie in Griekenland en de Egeïsche Zee. Hij werkte zo'n 35 jaar in Griekenland en deed vooral veel onderzoek naar de grot van Franchthi, waar hij vanaf 1967 tien jaar opgravingen deed. Hierover publiceerde hij tientallen artikelen, tevens was hij redacteur van de publicatiereeks "Excavations at Franchthi Cave, Greece". Hij was professor Klassieke Archeologie en Klassieke Studies aan Indiana University. Na zijn pensioen in 1992 verhuisde hij naar New Orleans, waar hij zich verdiepte in de plaatselijke jazzscene en de geschiedenis van de New Orleans-jazz. Jacobsen, die in zijn jeugd klarinet en saxofoon speelde, schreef over de jazz in deze stad artikelen in bladen als 'The Mississppi Rag' en 'The Clarinet', tevens publiceerde hij hierover drie boeken.

## Jazzbibliografie
- Traditional New Orleans Jazz-Conversations With The Men Who Make The Music, Louisiana State University Press, 2011
- The New Orleans Jazz Scene 1970-2000 A Personal Retrospective, Louisiana State University Press, 2014
- The New Orleans Jazz Scene Today: A Guide To The Musicians, Live Jazz Venues, And More, Bluebird Publishing, 2016

- Bibsys: 90868596
- Bibliothèque nationale de France: cb12144379h (data)
- CiNii: DA03167432
- Gemeinsame Normdatei: 1015202047
- International Standard Name Identifier: 0000 0000 8103 0412
- Library of Congress Control Number: n87844296
- MusicBrainz: f2cdaaf1-0341-44bc-9640-eb94373be7ec
- Nationale bibliotheek van Australië: 35208639
- Nationale Bibliotheek van Israël: 987007359942605171
- Nederlandse Thesaurus van Auteursnamen: 068724322
- Réseau des bibliothèques de Suisse occidentale: 02-A003416345
- Système universitaire de documentation: 193301806
- Trove: 865937
- Virtual International Authority File: 24638001
- WorldCat: E39PCjKjRTbH8BqGV8XDTGtywK